# Giả nghịch đảo Moore–Penrose
Trong đại số tuyến tính, ma trận giả nghịch đảo A+ của ma trận A là một tổng quát hóa của ma trận nghịch đảo.. Loại ma trận giả nghịch đảo phổ biến nhất là giả nghịch đảo Moore–Penrose, tìm ra một cách độc lập bởi E. H. Moore năm 1920, Arne Bjerhammar  năm 1951 và Roger Penrose năm 1955. Trước đó, Fredholm đã định nghĩa khái niệm giả nghịch đảo của biến đổi tích phân năm 1903. Khi dùng cho ma trận, khái niệm giả nghịch đảo nếu không có chú thích thêm thường được dùng để chỉ giả nghịch đảo Moore–Penrose. Một tên gọi khác cho khái niệm này là ma trận nghịch đảo tổng quát.

## Ký hiệu
Phần dưới của trang sử dụng các ký hiệu sau.
- {\displaystyle \mathbb {K} } ký hiệu một trong các trường số thực hoặc số phức, ký hiệu là {\displaystyle \mathbb {R} ,\,\mathbb {C} }. Không gian vectơ của các ma trận {\displaystyle m\times n} trên trường {\displaystyle \mathbb {K} } được ký hiệu là {\displaystyle M(m,n;\mathbb {K} )}.
- Với mọi {\displaystyle A\in M(m,n;\mathbb {K} )}, {\displaystyle A^{T}} và {\displaystyle A^{*}} ký hiệu ma trận chuyển vị và ma trận liên hợp của {\displaystyle A}. Nếu {\displaystyle \mathbb {K} =\mathbb {R} }, thì {\displaystyle A^{*}=A^{T}}.
- Với mọi {\displaystyle A\in M(m,n;\mathbb {K} )}, {\displaystyle \operatorname {Im} (A)} ký hiệu miền giá trị (không gian ảnh) của {\displaystyle A} (không gian sinh bởi các vectơ cột của {\displaystyle A}) và {\displaystyle \operatorname {Ker} (A)} ký hiệu không gian nhân của {\displaystyle A}.
- Với mọi số dương {\displaystyle n}, {\displaystyle I_{n}\in M(n,n;\mathbb {K} )} ký hiệu ma trận đơn vị {\displaystyle n\times n}.

## Định nghĩa
Với {\displaystyle A\in M(m,n;\mathbb {K} )}, 
ma trận giả nghịch đảo Moore–Penrose (sau đây viết gọn là giả nghịch đảo) của {\displaystyle A} được định nghĩa là ma trận 
{\displaystyle A^{+}\in M(n,m;\mathbb {K} )}
thỏa mãn cả bốn tính chất sau:
1. {\displaystyle AA^{+}A=A\,\!}       (AA+ không nhất thiết là ma trận đơn vị nhưng phải ánh xạ mỗi cột của A đến chính nó);
2. {\displaystyle A^{+}AA^{+}=A^{+}\,\!}       (A+ là nghịch đảo yếu của nửa nhóm nhân);
3. {\displaystyle (AA^{+})^{*}=AA^{+}\,\!}       (AA+ là một ma trận Hermite); và
4. {\displaystyle (A^{+}A)^{*}=A^{+}A\,\!}       (A+A cũng là một ma trận Hermite).

## Tính chất

### Tồn tại và duy nhất
- Giả nghịch đảo Moore–Penrose tồn tại và là duy nhất: với mỗi ma trận {\displaystyle A\,\!}, có đúng một ma trận {\displaystyle A^{+}\,\!} thỏa mãn bốn tính chất của định nghĩa.[5]

### Tính chất cơ bản
- Nếu {\displaystyle A\,\!} là ma trận thực, thì {\displaystyle A^{+}\,\!} cũng là ma trận thực.
- Nếu {\displaystyle A\,\!} khả nghịch, thì ma trận nghịch đảo và giả nghịch đảo là một: {\displaystyle A^{+}=A^{-1}\,\!}.[6]:243
- Giả nghịch đảo của ma trận không là chuyển vị của nó.
- Giả nghịch đảo của giả nghịch đảo chính là ma trận ban đầu: {\displaystyle (A^{+})^{+}=A\,\!}.[6]:245
- Phép lấy giả nghịch đảo giao hoán với phép chuyển vị, và liên hợp:[6]:245

{\displaystyle (A^{T})^{+}=(A^{+})^{T},~~{\overline {A}}^{+}={\overline {A^{+}}},~~(A^{*})^{+}=(A^{+})^{*}.\,\!}
- Giả nghịch đảo của tích của một đại lượng vô hướng với A là tích của nghịch đảo của đại lượng vô hướng đó với A+:

{\displaystyle (\alpha A)^{+}=\alpha ^{-1}A^{+}\,\!} với mọi {\displaystyle \alpha \neq 0}.

#### Hằng đẳng thức
{\displaystyle {\begin{array}{lclll}A^{+}&=&A^{+}&A^{+*}&A^{*}\\A^{+}&=&A^{*}&A^{+*}&A^{+}\\A&=&A^{+*}&A^{*}&A\\A&=&A&A^{*}&A^{+*}\\A^{*}&=&A^{*}&A&A^{+}\\A^{*}&=&A^{+}&A&A^{*}\\\end{array}}}

### Quy về trường hợp ma trận Hermite
- {\displaystyle A^{+}=(A^{*}A)^{+}A^{*}\,\!}.
- {\displaystyle A^{+}=A^{*}(AA^{*})^{+}\,\!}.

### Tích
Nếu {\displaystyle A\in M(m,n;\mathbb {K} ),~B\in M(n,p;\mathbb {K} )\,\!} và một trong các điều kiện sau được thỏa mãn,
- {\displaystyle A\,\!} có các cột trực chuẩn (nghĩa là {\displaystyle A^{*}A=I_{n}\,}) hoặc,
- {\displaystyle B\,\!} có các hàng trực chuẩn (nghĩa là {\displaystyle BB^{*}=I_{n}\,}) hoặc,
- {\displaystyle A\,\!} có các cột độc lập tuyến tính và {\displaystyle B\,\!} có các hàng độc lập tuyến tính,

thì {\displaystyle (AB)^{+}=B^{+}A^{+}\,\!}.

### Các phép chiếu
{\displaystyle P=AA^{+}\,\!} và {\displaystyle Q=A^{+}A\,\!} là các phép chiếu vuông góc --- nghĩa là chúng đều là ma trận Hermite ({\displaystyle P=P^{*}\,\!}, {\displaystyle Q=Q^{*}\,\!}) và thỏa mãn {\displaystyle P^{2}=P\,\!} và {\displaystyle Q^{2}=Q\,\!}). Chúng có các tính chất sau:
- {\displaystyle PA=A=AQ\,\!} and {\displaystyle A^{+}P=A^{+}=QA^{+}\,\!}
- {\displaystyle P\,\!} là phép chiếu vuông góc xuống không gian ảnh của {\displaystyle A\,\!}
- {\displaystyle Q\,\!} là phép chiếu vuông góc xuống không gian ảnh của {\displaystyle A^{*}\,\!}
- {\displaystyle (I-P)\,\!} là phép chiếu vuông góc xuống không gian nhân của {\displaystyle A^{*}\,\!}.
- {\displaystyle (I-Q)\,\!} là phép chiếu vuông góc xuống không gian nhân của {\displaystyle A\,\!}.[5]

### Không gian con
- {\displaystyle \operatorname {Ker} (A^{+})=\operatorname {Ker} (A^{*})\,\!}
- {\displaystyle \operatorname {Im} (A^{+})=\operatorname {Im} (A^{*})\,\!}